# Kalliapseudes obtusifrons
Kalliapseudes obtusifrons är en kräftdjursart som först beskrevs av William Aitcheson Haswell 1882.  Kalliapseudes obtusifrons ingår i släktet Kalliapseudes och familjen Kalliapseudidae. Inga underarter finns listade i Catalogue of Life.